# ستاره بیت‌‌لحم

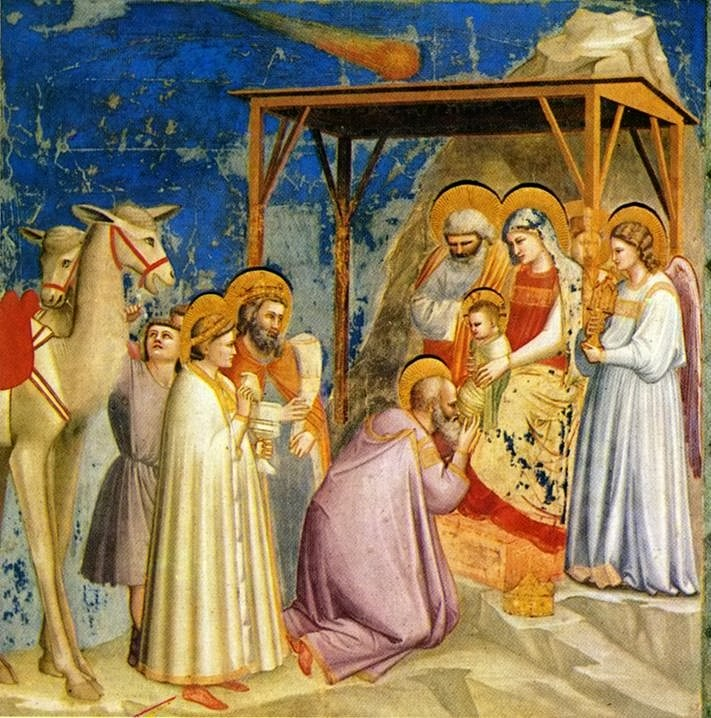
ستارهٔ مغان نقاشی شده توسط نقاش فلورانسی جیوتو بی بوندونه (۱۲۶۷–۱۳۳۷). در تابلو ستارهٔ بیت‌اللحم به شکل یک دنباله‌دار بالای سر کودک نشان داده شده است. جیوتو در سال ۱۳۰۱ این نقاشی را به تصویر کشید.

ستارهٔ بیت‌لحم که سه مجوس را به محل تولد مسیح راهنمایی کرد، یکی از نمادهای مشخص عید میلاد مسیح است.
ستاره‌شناسان، متکلمان، معتقدان، و شک‌اندیشان به مدت دوهزار سال در خصوص ماجرای این ستاره که تصور می‌شود آغاز عصر مسیحیت را اعلام کرده، اندیشیده‌اند. در دسامبر سال ۱۶۰۳ کنجکاوی کپلر نسبت به مقارنهٔ سیاره‌ای مشتری با زحل برانگیخته شد. او با همان شکیبایی و دقت مشخص خود شروع به محاسبهٔ مواضع این سیارات در زمان تولد مسیح کرد. محاسبات او نشان داد که مقارنهٔ سیارهای سه بار در سال ۷ پیش از میلاد در ۲۷ مه، ۵ اکتبر و یک دسامبر رخ داده است. منتقدین این نظریه می‌گویند که یک نقص بزرگ در آن وجود دارد: کتاب مقدس به‌طور مشخص به یک ستاره اشاره دارد و نه یک سیاره یا یک زوج سیاره. اکنون نظریه‌های دیگری نیز با نظریه کپلر در رقابت‌اند: یک ابر نواختر، یک ستارهٔ در حال انفجار، یا یک ستاره دنباله دار را به‌عنوان دلایل احتمالی رویت ستاره بیت‌اللحم مطرح کرده‌اند. نظریهٔ دیگری هم هست که می‌گوید چیزی که رویت شده واقعاً یک ستارهٔ جدید (نوری مقدس) بوده که آن سه مُغ را به محل تولد عیسی هدایت کرده است.
برخی از مفسران با شناسایی ستارهٔ بیت‌لحم با برخی از پدیده‌های نجومی شناخته شده تلاش کرده‌اند تاریخ تولد را تعیین کنند. به عنوان مثال، ستاره‌شناس مایکل ملنار ۱۷ آوریل ۶ پیش از میلاد را به عنوان تاریخ احتمالی میلاد پیشنهاد کرد، زیرا این تاریخ مطابق با ظهور کنار روزی و اختفای قمری مشتری (سیاره) است، در حالی که به‌طور لحظه‌ای در صورت فلکی برج حمل ثابت بود. به گفتهٔ مولنار، از نظر ستاره‌شناسان آگاه این زمان، این ترکیب بسیار غیر معمول از وقایع می‌تواند نشان دهد که شخصیتی سلطنتی در یهودیه متولد می‌شود.